# Lajoux (Svizzera)
Lajoux (toponimo francese) è un comune svizzero di 664 abitanti del Canton Giura, nel distretto delle Franches-Montagnes.

## Monumenti e luoghi d'interesse

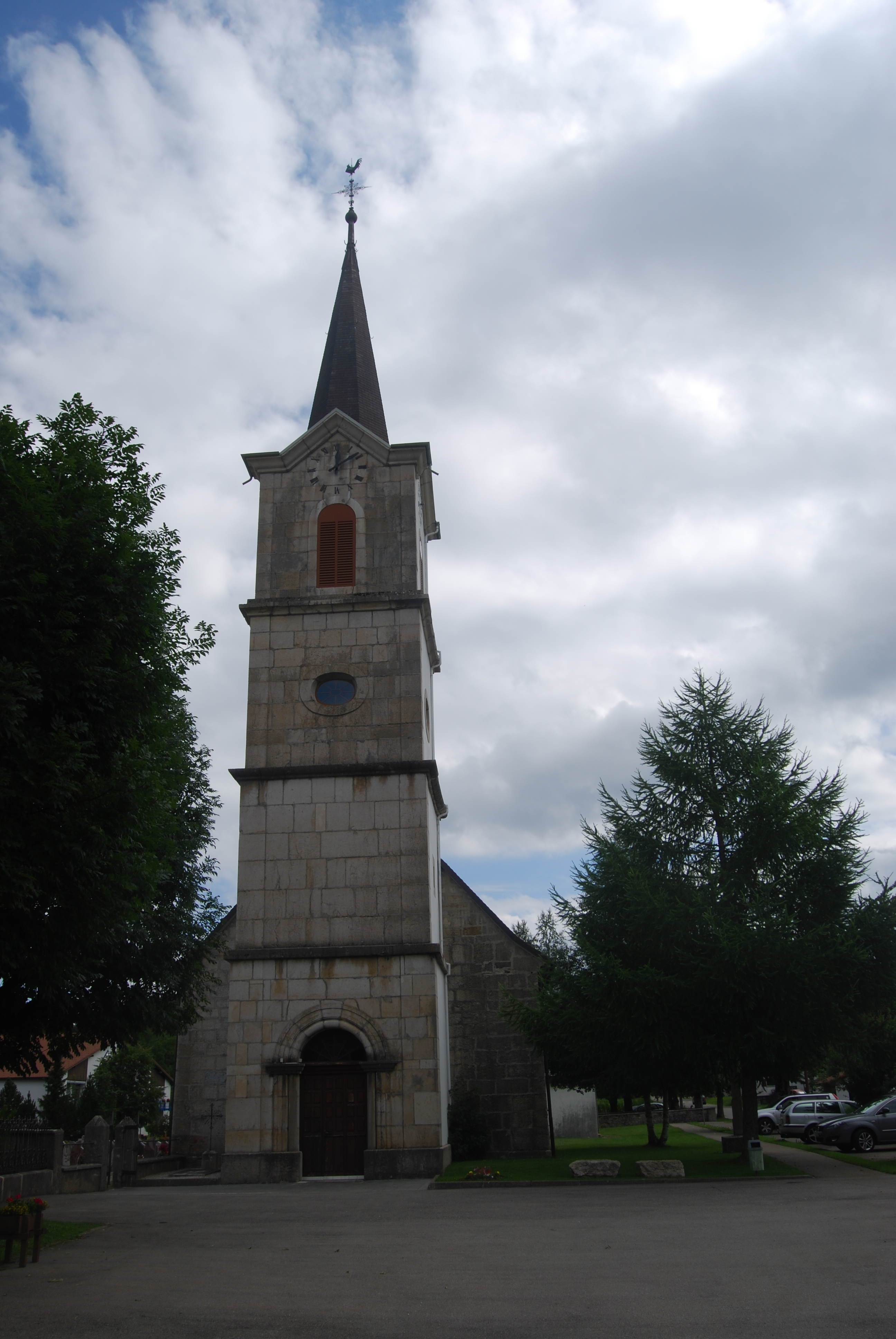
La chiesa di Nostra Signora della Presentazione

- Chiesa cattolica di Nostra Signora della Presentazione, eretta nel 1809-1810[1].

## Società

### Evoluzione demografica
L'evoluzione demografica è riportata nella seguente tabella:
Abitanti censiti

## Infrastrutture e trasporti

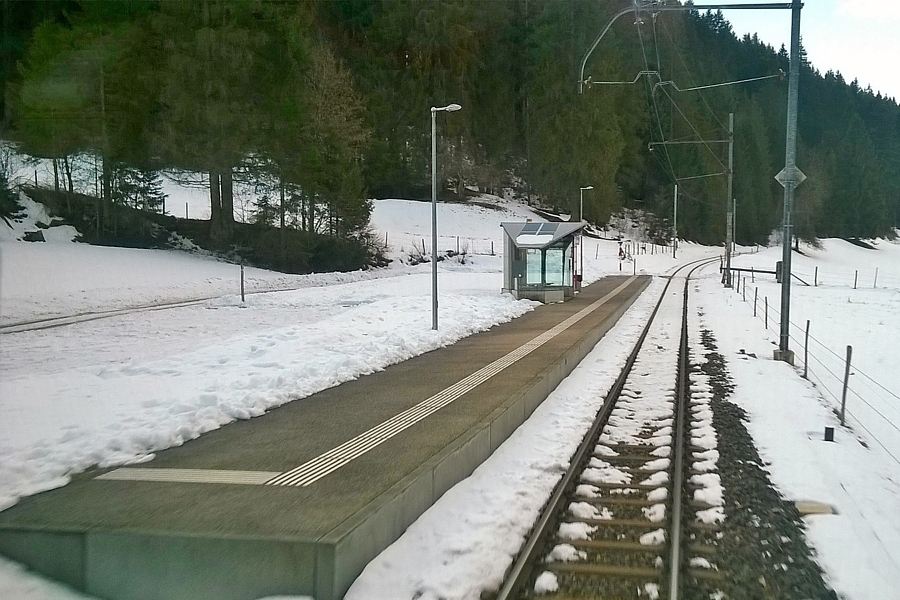
La stazione di La Combe

Lajoux è servito dalla stazione di La Combe sulla ferrovia Glovelier-La Chaux-de-Fonds.

## Amministrazione
Comune politico e comune patriziale sono uniti nella forma del commune mixte.